# Stephen J. Anderson
Stephen John Anderson (Atlanta, 5 giugno 1970) è un animatore e sceneggiatore statunitense.

## Biografia

### Carriera
Anderson ha frequentato il California Institute of Arts, dove ha lavorato per 4 anni come istruttore di storie. Nel 1999 è stato assunto ai Walt Disney Animation Studios (all'ora conosciuti come Walt Disney Feature Animation) come artista di storia per Tarzan. Prima  di lavorare per la Disney, Anderson aveva lavorato come animatore alla Hyperion Animation.
Dopo Tarzan, ha fatto da supervisore della storia per Le follie dell'imperatore e per Koda, fratello orso.  Ha personalmente diretto I Robinson - Una famiglia spaziale e Winnie the Pooh - Nuove avventure nel Bosco dei 100 Acri.

### Vita privata
È sposato dal 1993 con la moglie Heather da cui ha avuto un figlio, Jake.

## Filmografia

### Regista
- I Robinson - Una famiglia spaziale (Meet the Robinsons) (2007)
- Winnie the Pooh - Nuove avventure nel Bosco dei 100 Acri (Winnie the Pooh), con Don Hall (2011)

### Animatore
- Bolt - Un eroe a quattro zampe (Bolt) (2008)
- Rapunzel - L'intreccio della torre (Tangled) (2010)
- Winnie the Pooh - Nuove avventure nel Bosco dei 100 Acri (Winnie the Pooh) (2011)
- Ralph Spaccatutto (Wreck-It Ralph) (2012)
- Frozen - Il regno di ghiaccio (Frozen) (2013)
- Zootropolis (Zootopia) (2016)
- Oceania (Moana) (2016)
- Frozen II - Il segreto di Arendelle (Frozen II) (2019)

### Sceneggiatore
- Tarzan (1999)
- Le follie dell'imperatore (The Emperor's New Groove) (2001)
- Koda, fratello orso (Brother Bear) (2003)
- I Robinson - Una famiglia spaziale (Meet the Robinsons) (2007)
- Winnie the Pooh - Nuove avventure nel Bosco dei 100 Acri (Winnie the Pooh) (2011)

### Doppiatore
- Le follie dell'imperatore (The Emperor's New Groove) (2000)
- I Robinson - Una famiglia spaziale (Meet the Robinsons) (2007)
- Bolt - Un eroe a quattro zampe (Bolt) (2008)
- Frozen - Il regno di ghiaccio (Frozen) (2013)
- Frozen II - Il segreto di Arendelle (Frozen II) (2019)